# Pattinaggio di figura ai VI Giochi olimpici invernali - Pattinaggio di figura a coppie
La competizione del pattinaggio di figura a coppie dei VI Giochi olimpici invernali si è svolta il giorno 22 febbraio 1952 al Bislett Stadion di Oslo.

## Risultati
La classifica finale è stata determinata dalla regola della maggioranza dei piazzamenti ottenuti dai singoli nove giudici. Se una coppia  è stata al primo posto dalla maggioranza dei giudici, la coppia è classificata prima, il processo è stato poi ripetuto per ogni posto. Se vi era parità si teneva conto di: 1) Totale ordinali, 2) Punti totali, 3) Punti Figure obbligatorie.
| Pos.    | Atleta                            | Nazione       | Risultati Obbligatori - Liberi - Totale - Piazzamenti | Risultati Obbligatori - Liberi - Totale - Piazzamenti | Risultati Obbligatori - Liberi - Totale - Piazzamenti | Risultati Obbligatori - Liberi - Totale - Piazzamenti | Risultati Obbligatori - Liberi - Totale - Piazzamenti | Risultati Obbligatori - Liberi - Totale - Piazzamenti | Risultati Obbligatori - Liberi - Totale - Piazzamenti | Risultati Obbligatori - Liberi - Totale - Piazzamenti | Risultati Obbligatori - Liberi - Totale - Piazzamenti | Risultati Obbligatori - Liberi - Totale - Piazzamenti |
| Pos.    | Atleta                            | Nazione       | Giudici                                               | Giudici                                               | Giudici                                               | Giudici                                               | Giudici                                               | Giudici                                               | Giudici                                               | Giudici                                               | Giudici                                               | Totale                                                |
| Pos.    | Atleta                            | Nazione       | Canada (bandiera)                                     | Stati Uniti (bandiera)                                | Norvegia (bandiera)                                   | Gran Bretagna (bandiera)                              | Svizzera (bandiera)                                   | Germania (bandiera)                                   | Svezia (bandiera)                                     | Ungheria (bandiera)                                   | Austria (bandiera)                                    | Totale                                                |
| Oro     | Ria Falk Paul Falk                | Germania      | 5,7 11,4 1                                            | 5,6 5,7 11,3 2                                        | 5,5 5,8 11,3 2                                        | 5,7 5,8 11,5 1                                        | 5,7 11,4 1                                            | 5,7 11,4 1                                            | 5,6 11,2 1,5                                          | 5,7 5,8 11,5 1                                        | 5,8 11,6 1                                            | 51 51,6 102,6 11,5                                    |
| Argento | Karol Kennedy Peter Kennedy       | Stati Uniti   | 5,6 5,5 11,1 2                                        | 5,7 11,4 1                                            | 5,6 5,8 11,4 1                                        | 5,5 5,4 10,9 2                                        | 5,6 11,2 2                                            | 5,6 5,5 11,1 2                                        | 5,6 11,2 1,5                                          | 5,5 5,4 10,9 3                                        | 5,8 5,6 11,4 3                                        | 50,5 50,1 100,6 17,5                                  |
| Bronzo  | Marianna Nagy László Nagy         | Ungheria      | 5,3 10,6 4                                            | 5,3 5,2 10,5 4                                        | 5,4 10,8 4                                            | 5,4 5,3 10,7 4                                        | 5,4 5,3 10,7 5                                        | 5,4 10,8 3                                            | 5,4 5,3 10,7 3                                        | 5,8 5,4 11,2 2                                        | 5,7 11,4 2                                            | 49,1 48,3 97,4 31                                     |
| 4       | Jennifer Nicks John Nicks         | Gran Bretagna | 5,2 10,4 5                                            | 5,1 10,2 5                                            | 5,5 5,4 10,9 3                                        | 5,4 10,8 3                                            | 5,4 10,8 4                                            | 5,4 5,3 10,7 4                                        | 5,2 5,1 10,3 5                                        | 5,4 5,3 10,7 4                                        | 5,4 5,2 10,6 6                                        | 48 47,4 95,4 39                                       |
| 5       | Frances Dafoe Norris Bowden       | Canada        | 5,4 5,3 10,7 3                                        | 5,3 10,6 3                                            | 5,3 10,6 5                                            | 5,2 5,1 10,3 6                                        | 5,3 5,2 10,5 6                                        | 5,2 5,1 10,3 7                                        | 5,2 5 10,2 7                                          | 5,1 5,2 10,3 7                                        | 5,5 5,4 10,9 4                                        | 47,5 46,9 94,4 48                                     |
| 6       | Janet Gerhauser John Nightingale  | Stati Uniti   | 5,1 10,2 6                                            | 5 5,1 10,1 6                                          | 4,9 5,2 10,1 6                                        | 5,2 10,4 5                                            | 5,3 5,1 10,4 7                                        | 5,2 10,4 6                                            | 5,3 10,6 4                                            | 5 5,3 10,3 6                                          | 5,1 5 10,1 8                                          | 46,1 46,5 92,6 54                                     |
| 7       | Silvia Grandjean Michel Grandjean | Svizzera      | 5 4,8 9,8 8                                           | 4,9 5 9,9 7                                           | 5 10 7                                                | 5 10 7                                                | 5,4 5,5 10,9 3                                        | 5,3 10,6 5                                            | 5,1 10,2 6                                            | 5,3 5,2 10,5 5                                        | 5,5 5,3 10,8 5                                        | 46,5 46,2 92,7 53                                     |
| 8       | Ingeborg Minor Hermann Braun      | Germania      | 5,1 4,8 9,9 7                                         | 4,8 4,7 9,5 8                                         | 4,9 4,8 9,7 8                                         | 5 4,8 9,8 8                                           | 5 4,9 9,9 8                                           | 5,2 5 10,2 8                                          | 4,9 4,8 9,7 8                                         | 4,9 4,8 9,7 9                                         | 5 4,7 9,7 9,5                                         | 44,8 43,3 88,1 73,5                                   |
| 9       | Elisabeth Schwarz Kurt Oppelt     | Austria       | 4,8 4,6 9,4 9                                         | 4,7 9,4 10                                            | 4,8 4,7 9,5 9                                         | 4,9 4,7 9,6 9                                         | 4,6 4,8 9,4 9                                         | 4,8 4,6 9,4 10                                        | 4,8 4,6 9,4 9                                         | 4,4 4,5 8,9 11                                        | 5,2 5 10,2 7                                          | 43 42,2 85,2 83                                       |
| 10      | Éva Szöllősi Gábor Vida           | Ungheria      | 4,5 4,3 8,8 11                                        | 4,5 4,6 9,1 11                                        | 4,5 9 12                                              | 4,6 4,4 9 11                                          | 4,7 4,6 9,3 10                                        | 4,8 4,7 9,5 9                                         | 4,6 4,4 9 10                                          | 5,1 4,7 9,8 8                                         | 5 4,7 9,7 9,5                                         | 42,3 40,9 83,2 91,5                                   |
| 11      | Peri Horne Raymond Lockwood       | Gran Bretagna | 4,6 4,4 9 10                                          | 4,9 4,6 9,5 9                                         | 4,6 4,5 9,1 11                                        | 4,7 4,5 9,2 10                                        | 4,7 4,5 9,2 11                                        | 4,6 4,4 9 11                                          | 4,5 4,3 8,8 11                                        | 4,6 4,4 9 10                                          | 4,8 4,6 9,4 11                                        | 42 40,2 82,2 94                                       |
| 12      | Britta Lindmark Ulf Berendt       | Svezia        | 4,4 4,3 8,7 12                                        | 4,6 4,4 9 12                                          | 4,3 4,5 8,8 10                                        | 4,5 4 8,5 12                                          | 4,5 4,4 8,9 12                                        | 4,5 4,3 8,8 12                                        | 4,2 4,1 8,3 12                                        | 4,3 8,6 12                                            | 4,6 4,4 9 12                                          | 39,9 38,7 78,6 106                                    |
| 13      | Bjørg Skjælaaen Reidar Børjeson   | Norvegia      | 4,3 4 8,3 13                                          | 4,4 4,5 8,9 13                                        | 4 4,2 8,2 13                                          | 3,9 3,7 7,6 13                                        | 4,5 4,3 8,8 13                                        | 4,2 4 8,2 13                                          | 4,2 4 8,2 13                                          | 4,2 4 8,2 13                                          | 4,5 4,3 8,8 13                                        | 38,2 37 75,2 117                                      |